# 3-Oksokiselina KoA-transferaza
3-oksokiselina KoA-transferaza (EC 2.8.3.5, 3-oksokiselina koenzim A-transferaza, 3-ketokiselina KoA-transferaza, 3-ketokiselina koenzim A transferaza, 3-okso-KoA transferaza, 3-oksokiselina KoA dehidrogenaza, acetoacetat sukcinil-KoA transferaza, acetoacetil koenzim A-sukcinska tioforaza, sukcinil koenzim A-acetoacetil koenzim A-transferaza, sukcinil-KoA transferaza) je enzim sa sistematskim imenom sukcinil-KoA:3-okso-kiselina KoA-transferaza. Ovaj enzim katalizuje sledeću hemijsku reakciju
sukcinil-KoA + a 3-okso kiselina {\displaystyle \rightleftharpoons } sukcinat + a 3-oksoacil-KoA
Acetoacetat i u manjoj meri 3-oksopropanoat, 3-oksopentanoat, 3-okso-4-metilpentanoat ili 3-oksoheksanoat mogu da deluju kao akceptori.

## Literatura
- Nicholas C. Price; Lewis Stevens (1999). Fundamentals of Enzymology: The Cell and Molecular Biology of Catalytic Proteins (Third изд.). USA: Oxford University Press. ISBN 019850229X.
- Eric J. Toone (2006). Advances in Enzymology and Related Areas of Molecular Biology, Protein Evolution (Volume 75 изд.). Wiley-Interscience. ISBN 0471205036.
- Branden C; Tooze J. Introduction to Protein Structure. New York, NY: Garland Publishing. ISBN 0-8153-2305-0.
- Irwin H. Segel. Enzyme Kinetics: Behavior and Analysis of Rapid Equilibrium and Steady-State Enzyme Systems (Book 44 изд.). Wiley Classics Library. ISBN 0471303097.

## Spoljašnje veze
- 3-oxoacid+CoA-transferase на 